# Курсел ле Монбар
Курсел ле Монбар (фр. Courcelles-lès-Montbard) насеље је и општина у источном делу централне Француске у региону Бургоња, у департману Златна обала која припада префектури Монбар.
По подацима из 2011. године у општини је живело 85 становника, а густина насељености је износила 13,89 становника/km². Општина се простире на површини од 6,12 km². Налази се на средњој надморској висини од 260 метара (максималној 375 m, а минималној 214 m).

## Демографија
| 1962. | 1968. | 1975. | 1982. | 1990. | 1999. | 2011. |
| ----- | ----- | ----- | ----- | ----- | ----- | ----- |
| 108   | 117   | 92    | 79    | 116   | 102   | 85    |

График промене броја становника у току последњих година